# Augusztus
Augusztus  az év nyolcadik hónapja a Gergely-naptárban, és 31 napos. Nevét a híres római császárról, Augustus Octavianusról kapta. Az, hogy ez a hónap – különös módon – a július után szintén 31 napos, annak köszönhető, hogy Augustus császár ugyanannyi napot akart, mint amennyi a Iulius Caesarról elnevezett júliusban van. Augustus ezt a hónapot odahelyezte, amikor Kleopátra meghalt. Mielőtt Augustus átnevezte ezt a hónapot augusztusra, latinul Sextilis („hatos”) volt a neve, utalva arra, hogy eredetileg ez volt a hatodik hónap a római naptárban, amely kezdetben még a márciussal kezdődött.
A 18. századi nyelvújítók szerint az augusztus: hévenes. A népi kalendárium Kisasszony havának nevezi.

## Augusztus eseményei
- augusztus 1.: 
  - A forint születésnapja
  - Az anyatejes táplálás világnapja
  - Benin: a függetlenség napja

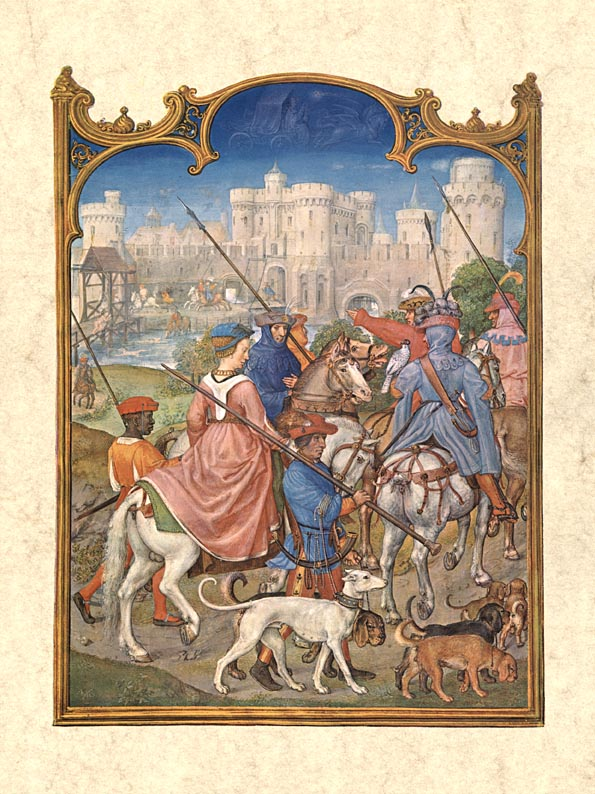
Augusztus a Grimani Breviáriumban

  - Svájc Az Örök Szövetség (Rütlischwur) napja, a Svájci Államszövetség megalapításának ünnepe (1291)
  - Angola: a hadsereg napja
  - Zaire: szülők napja

- augusztus 2.: 
  - A Cigány Holokauszt Napja
  - Macedónia: a köztársaság kikiáltása

- augusztus 3.:
  - Niger: a függetlenség napja
  - Egyenlítői-Guinea: Hadsereg napja
  - Venezuela zászlajának napja

- augusztus 4.:
  - Guyana: a szabadság napja
  - Burkina Faso: a Forradalom napja
  - Cook-szigetek: az alkotmány napja
  - Venezuela:  A Nemzeti  Gárda  napja

- augusztus 5.: 
  - Burkina Faso: a függetlenség napja
  - Horvátország a hálaadás napja és a horvát hősök napja

- augusztus 6.: 
  - Jézus Krisztus színeváltozása
  - A nukleáris fegyverek betiltásáért folyó harc világnapja
  - Bolívia: a függetlenség kikiáltása
  - Jamaica: a függetlenség napja

- augusztus 7.: 
  - Elefántcsontpart nemzeti ünnepe

- augusztus 8.: 
  - Anguilla: az alkotmány napja
  - Svédország: a királyné névnapja (Silvia)
  - Bhután: a függetlenség napja
  - Irak: a béke napja (az iraki–iráni háború befejezése)
  - Tajvan: apák napja
  - macskák világnapja (2002 óta)
  - Szent Ceferinó, a romák védőszentje ünnepe a katolikus egyházban

- augusztus 9.: 
  - A Világ Őslakosainak Nemzetközi Napja
  - Az állatkertek napja
  - Szingapúr: a függetlenség napja (Malajziától, 1965-ben)
  - Dél-afrikai Köztársaság: nők napja

- augusztus 10.:
  - Szent Lőrinc napja
  - Ecuador: a függetlenség kikiáltása
  - Az Államok-sziget napja Argentínában
  - a biodízel nemzetközi napja 2006 óta

- augusztus 11.:
  - Csádi Köztársaság: a függetlenség napja 1960 óta
  - Zimbabwe: A hősök napja

- augusztus 12.:
  - A fiatalok világnapja
  - Zimbabwe: a honvédő erők napja
  - Thaiföld: anyák napja és a jelenlegi királyné, Szirikit születésnapja

- augusztus 13.:
  - A balkezesek világnapja
  - Közép-afrikai Köztársaság: a függetlenség napja (1960)

- augusztus 14.: 
  - A  barlangászok világnapja
  - Pakisztán: a függetlenség napja
  - a Gerakan Pramuka cserkészszövetség napja Indonéziában.

- augusztus 15.: 
  - Nagyboldogasszony napja
  - Repülők napja
  - Dél-Korea: a felszabadulás és a köztársaság megalapításának napja
  - Észak-Korea: a felszabadulás napja
  - India: a függetlenség napja
  - Kongói Köztársaság: a függetlenség napja
  - Liechtenstein: a herceg születésnapja

- augusztus 16.: 
  - USA:- a gazdátlan (hajléktalan) állatok napja
  - Dominikai Köztársaság nemzeti ünnepe, az 1863-as restauráció napja

- augusztus 17.:
  - Indonézia: a függetlenség kikiáltása (1945)
  - Gabon: a függetlenség napja
  - Szlovénia: a Muravidék elcsatolásának ünnepe (1919)

- augusztus 18.:

- augusztus 19.:
  - Afganisztán: a függetlenség kikiáltásának évfordulója (1919)

- augusztus 20.: 
  - Szent István államalapító, és az új kenyér ünnepe
  - A Magyar Köztársaság hivatalos állami ünnepe
  - Észtország: a függetlenség helyreállítása
  - Marokkó: a király és a nép forradalma

- augusztus 21.: 
  - Marokkó:- VI. Mohammed születésnapja
  - Ninoy Aquino napja a Fülöp-szigeteken

- augusztus 22.: 
  - Kína: a szerelmesek napja

- augusztus 23.: 
  - Emléknap a rabszolga-kereskedelemről és annak felszámolásáról
  - Litvánia: a fekete szalag napja
  - Európában ez a nap a totalitárius diktatúrák áldozatainak európai emléknapja. Az EU-országok igazságügyi miniszterei 2011 júniusi luxembourgi tanácskozásukon fogadták el a totalitárius rendszerek által elkövetett bűncselekmények áldozatai előtt fejet hajtó dekrétumot.

- augusztus 24.:
  - Grúzia: az alkotmány napja
  - Kazahsztán: a nemzeti zászló napja
  - Libéria: a nemzeti zászló napja
  - Ukrajna: a függetlenség napja 1991-től.

- augusztus 25.: 
  - Hongkong: a felszabadulás napja
  - Paraguay: az alkotmány napja
  - Uruguay: a függetlenség napja

- augusztus 26.: 
  - Namíbia: a hősök napja
  - USA: a nők egyenlőségének napja

- augusztus 27.: 
  - Moldova: a függetlenség napja 1991 óta

- augusztus 28.:
  - Bosznia-Hercegovina, Grúzia: Nagyboldogasszony napja

- augusztus 29.:
  - A Magyar Fotográfia Napja
  - Szlovákia nemzeti ünnepe, az 1944-es szlovák felkelés emléknapja

- augusztus 30.:
  - Az Eltűntek Világnapja
  - Kazahsztán: az alkotmány napja
  - Törökország – A Győzelem Ünnepe (Zafer Bayramı), a görög megszállók elleni 1922-es diadal emlékére. A fegyveres erők napja.

- augusztus 31.:
  - a függetlenség napja Kirgizisztánban (1991), Malajziában (1957) a függetlenség ünnepe augusztus 31. - szeptember 1., és Trinidad és Tobagóban (1962)

- augusztus első péntekje: nemzetközi sörnap
- A győzelem napját augusztus második hétfőjén ünneplik Hawaii és Rhode Island államokban, a második világháború befejezésének emlékére.

## Érdekességek
- A horoszkóp csillagjegyei közül az alábbiak esnek az augusztus hónapba:
  - Oroszlán (július 23-augusztus 22.) és
  - szűz (augusztus 23-szeptember 22.).
- Augusztus folyamán a Nap az állatöv csillagképei közül a Rák csillagképből az Oroszlán csillagképbe lép.
- Szökőévekben az augusztus a hét ugyanazon napjával kezdődik, mint a február.

- Ír nyelven az augusztust a Lugh kelta istenre utaló Lughnasadh név jelöli.
- August (azaz Augusztus) a címe Eric Clapton rockzenész 1986-ban megjelent albumának.